# اچ‌ام‌سی‌اس کارتیه
اچ‌ام‌سی‌اس کارتیه (به انگلیسی: HMCS Cartier) یک کشتی بود که طول آن ۱۶۴ فوت (۵۰ متر) بود. این کشتی در سال ۱۹۳۹ ساخته شد.